# LocoRoco
LocoRoco (japanisch ロコロコ, Rokoroko) ist ein Jump-’n’-Run-Geschicklichkeits-Videospiel für die PlayStation Portable. Das Spielkonzept stammt von Tsutomu Kouno, entwickelt wurde es von Sony Computer Entertainment und am 23. Juni 2006 veröffentlicht.

## Geschichte
Auf dem ruhigen und fröhlichen Planeten der LocoRocos schlägt ein Meteorit ein. Der Einschlag hinterlässt keinen Schaden, doch der Gesteinsbrocken bringt böse Lebewesen mit. Nun liegt es an den LocoRoco, die unheimlichen Wesen von ihrem Planeten zu vertreiben.

## Gameplay & Technik
Es gibt 5 Welten mit jeweils 8 Level. Ziel jedes Levels ist es, einen LocoRoco bis ins Ziel zu bringen. Unterwegs kann man, wenn man bestimmte Pflanzen frisst, bis zu 19 weitere LocoRocos einsammeln. Diese verschmelzen dann mit der eigenen Spielfigur und machen diese größer. Des Weiteren findet man Früchte, kleine Fliegen und Mui Muis. Neben dem Hauptspiel gibt es drei freischaltbare Minispiele.

## Fortsetzungen
Am 17. September 2007 erschien in Japan LocoRoco Cocoreccho! exklusiv für die PlayStation 3. Das Spiel ist nur über das PlayStation Network erhältlich. Auch eine Fortsetzung auf der PSP wurde am 17. November 2008 in Deutschland veröffentlicht. Am 9. Mai 2017 erschien eine Remastered-Version von LocoRoco im PlayStation-4-Store.

## Kritik
GamePro: „Die poppige Grafik, das originelle Musik-Geträller und die simpel-frische PSP-»Neigetechnik« machen Loco Roco zu einem bunten Actionpuzzle mit hohem Wiederspielwert. Der recht niedrig angesetzte Schwierigkeitsgrad wird durch die vielen Bonusverstecke aufgewogen. Da der Loco-Haus-Editor nicht besonders komfortabel ist und die Minispiele gegenüber dem Hauptabenteuer leicht abfallen, konnten die bunten Hüpfer jedoch nicht bis zur »Genial«-Marke vorrollen.“
Andreas Keser von gamezone: „"Loco Roco" ist eines der durchgeknalltesten PSP-Spiele, die es momentan gibt. [...] Alles in allem ist dieses kreative Meisterwerk unheimlich gut gelungen, doch leider gibt es zwei große Kritikpunkte. Zum einen ist es sehr kurz und zum anderen auch nicht gerade schwer. [...] Ein wirklich außergewöhnliches Spiel!“
Kai von neXGam.de: „Sony stellt mit diesem Geschicklichkeitsspiel wieder einmal unter Beweis, dass sie für innovative Spielideen mindestens ebenso zu haben sind wie Nintendo. LocoRoco sieht erfrischend anders aus und spielt sich auch so – eine UMD voll Charme! Die famose Präsentation und das ausgefeilte Gameplay sorgen für Spaß pur, zur Perfektion fehlt dem Titel allerdings etwas Tiefgang.“

## Auszeichnungen
Im Jahre 2006 gewann das Spiel die GIGA-Maus in der Kategorie Kinder ab 10 Jahre – Das beste Konsolenspiel.
LocoRoco gewann 2007 den Interactive Achievement Award der Academy of Interactive Arts & Sciences (AIAS) in den Kategorien Kinderspiel des Jahres und Beste Musikkomposition. Das Spiel war zudem in der Kategorie Herausragende Spielinnovation nominiert.